# Andrij Ljubka

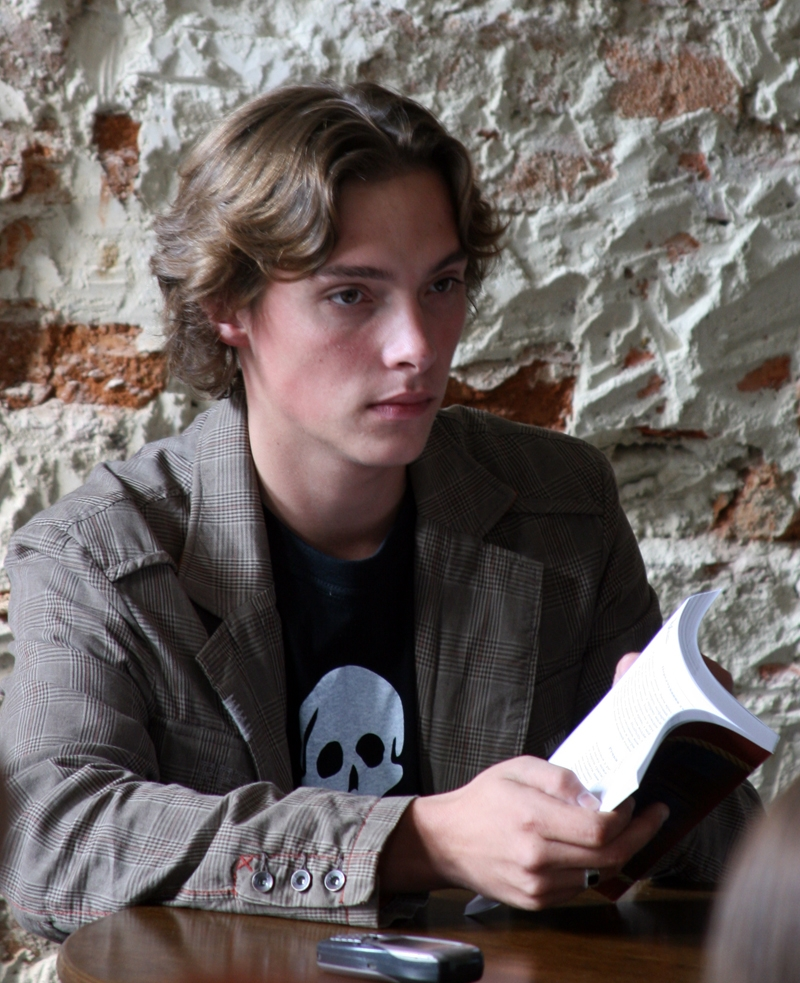
Andrij Ljubka

Andrij Stepanowytsch Ljubka (ukrainisch Андрій Степанович Любка; wiss. Transliteration Andrij Stepanovyč Ljubka; * 3. Dezember 1987 in Riga) ist ein ukrainischer Schriftsteller, Dichter, Essayist und Übersetzer.

## Biographie
Andrij Ljubka wurde in Riga geboren, wo seine Mutter studierte. Er wuchs im karpatoukrainischen Wynohradiw auf, besuchte anschließend die Militärschule von Mukatschewo und beendete 2009 sein Studium der ukrainischen Philologie an der Universität Uschhorod. Bereits in den Studienjahren erschienen seine ersten Gedichte und Bücher. Seither publiziert er in zahlreichen ukrainischen Literatur-Zeitschriften und ist mit seinen Gedichten in einem guten Dutzend von Sprachen übersetzt. Nach zahlreichen Stipendien und Teilnahmen an Poesie-Festivals von Moskau bis hin nach Rio de Janeiro ist er inzwischen zum Kurator aufgestiegen und wirkte in dieser Funktion beim Meridian Czernowitz und bei „Kiewer Lawren“. In seiner Studentenzeit war Ljubka politisch engagiert wie kaum ein anderer ukrainischer Autor. So unterstützte er 2004 während der Orangen Revolution Wiktor Juschtschenko und 2006 während der Wahlen in Belarus den Kandidaten Aljaksandr Milinkewitsch. Für letzteres wurde er nach 15 Tage Gefängnisaufenthalt für 10 Jahre zur persona non grata in Belarus erklärt. 2006–2008 leitete Ljubka das Studentenparlament der Universität Uschhorod, in der Stadt, in der er lebt. Er ist verheiratet und Vater einer kleinen Tochter.
im April 2022 stellte Ljubka aufgrund des russischen Überfalls auf die Ukraine 2022 das Schreiben ein und verwendete seine Zeit stattdessen auf die Unterstützung der Truppen an der Front durch die Organisation von Autos.

## Werk
Andrij Ljubka ist ein sehr disziplinierter und produktiver Dichter, Essayist und Übersetzer. Er gehört zu der jungen Generation ukrainischer Autoren, die frei von Prägungen durch die Zeiten der Sowjetunion leben, denken und schreiben. Provokativ und jugendlich hat er eine große Leserinnenschar gefunden. Regelmäßig erscheinen seine kulturpolitischen Kolumnen-Artikel in der Internetzeitschrift Zbruč, in der Kiewer Tageszeitung Den, in der Krakauer Zeitschrift New Eastern Europe und anderen Medien. Zu seinen Themen gehört insbesondere auch der kulturelle Charakter der Karpatenukraine. Facetten des Schmugglerdaseins der Karpatenukraine beschreibt sein im August 2015 erschienener Roman Karbid.
Er ist Übersetzer von vier Gedichtbänden des bekannten polnischen Dichters Bohdan Zadura und eines Bandes „Aquarelle“ der Autorin Lidia Ostałkowska.
Sein jugendlicher Charme, der ihm das Image eines „außerehelichen Sohn Andruchowytschs“ eingebracht hat, hat Ljubka für die Rolle des 2013 gedrehten romantischen Video-Clips der Gruppe „Rock-H“ prädestiniert.

## Stipendien und Auszeichnungen
Ljubka erhielt zahlreiche Stipendien, darunter das der „Willa Deciusz“ in Krakau (2009) und zweimal von „Gaude Polonia“ (2010 und 2012) sowie Reisestipendien.
Zu den Auszeichnungen des jungen Autors zählen
- Debjut (2007)
- Kyjiwska Lawra (2011)
- Central European Initiative Fellowship, Slowenien (2017)
- Jurij-Schewelow-Preis für den Band „Saudade“ (2017)
- Kovaliv Foundation literary prize (2017)

## Bibliographie

### Gedichte
- Acht Monate Schizophrenie (Вісім місяців шизофренії). Uschhorod 2007.
- Terrorismus (ТЕРОРИЗМ). Uschhorod 2008.
- Vierzig Dollar plus Trinkgeld (Сорок баксів плюс чайові). Czernowitz 2012.
- (gemeinsam mit DJ Dimka Special-K) Vor der Explosion werden wir uns küssen (Перед вибухом поцілуємося). 2012.
- Notaufnahme. Innsbruck 2012.

Vier Gedichte, von Claudia Dathe ins Deutsche übersetzt, finden sich auf der Seite von Zeitzug.

### Prosa
- Killer (КІЛЕР. Збірка історій). Lwiw, Piramida, 2012. Erg. Neuauflage Knyhy-XXI / Meridian Czernowitz 2018. Poln. Wrocław 2013.
  - Killer. Übersetzt von Bohdan Zadura. Biuro literackie, Wrocław 2013.
- Mit Frauen schlafen (Спати з жінками). Czernowitz, Knyhy-XXI / Meridian Czernowitz 2014.
- Die Krönung (übersetzt von Maria Weissenböck), in: Radar 9/2014, 102–108.[4]
- Karbid. Czernowitz, Meridian Czernowitz 2015.
  - Karbid. Übersetzt von Bohdan Zadura. Warsztaty Kułtury, Lublin 2016.
  - Carbide. Übersetzt von Reilly Costigan-Humes und Isaac Stackhouse Wheeler. Jantar Publishing, London 2020.
- Ein Raum für Trauer (Кімната для печалі). Czernowitz, Meridian Czernowitz 2016.
  - Pokój do smutku. Übersetzt von Bohdan Zadura. Lublin 2018.
  - Soba za tugu. Übersetzt von Andrij Lavrek. Sarajevo 2022.
- Saudade (Саудаде). Czernowitz, Meridian Czernowitz 2017.
- Dein Blick, Cio-Cio-San (Твій погляд, Чіо-Чіо-сан). Meridian Czernowitz 2018.
  - Twoje spojrzenie, Cio-Cio-San, übersetzt von Bohdan Zadura. Lublin 2018.
- Auf der Suche nach Barbaren (У пошуках варварів). Meridian Czernowitz 2019.
- MUR (МУР). Meridian Czernowitz 2020.
- Etwas stimmt mit mir nicht (Щось зі мною не так). Meridian Czernowitz 2022.
- Der Krieg von hinten (Війна з тильного боку). Merdian Czernowitz 2024.

### Interviews
- Russland ist das Problem[5]
- Ich bin Atheist – für mich ist der Tod das Ende[6]
- Interview[7]
- Literature supports us in a way, in: Apofenie 16. September 2018[8]

### Deutsche Artikel
- Club der Landstreicher (übers. von Christian Weise), in: ZeitZug März 2015
- Schmuggel und Western in Mukatschewe: Schuldig sind alle (übers. von Christian Weise), in: Ukraine-Nachrichten 21.7.15
- Langsam nach vorn. Vor 25 Jahren wurde die Ukraine unabhängig von der Sowjetunion. Was hat sich seitdem verändert, in der Politik, im Alltag? Eine Bilanz (übers. von Irina Serdyuk), in: TAZ vom 24. August 2016
- Auf dem Grabe des Achilles (übers. von Christian Weise), in: ZeitZug April 2022
- Wir sind alle ein bisschen gestorben (übers. von Elisabeth Bauer), in: FAZ Nr. 59 (9. März 2024), S. Z 2.

### Englische Artikel
- A barbarian in the besieged city, in: New Eastern Europe 5/2018, S. 63–69, auch online[9]
- Has the war really changed Ukrainians?, in: New Eastern Europe 5/2017, S. 63–69.
- In search of barbarians, in: New Eastern Europe 6/2016, S. 21–28, auch online[10]

### Buch-Übersetzungen
- Bohdan Zadura, Nachtleben (Нічне життя). Lwiw, Piramida, 2012 (ukrainische Übersetzung)
- Bohdan Zadura, Das Schlimmste hinter uns (Найгірше позаду). Knyhy-XXI, Czernowitz (2015)
- Lidia Ostałowska, Wasserfarben (Акварелі). Czernowitz, Knyhy XXI / Meridian Czernowitz (ukrainische Übersetzung)
- Svetislav Basara, Verschwörung der Fahrradfahrer (Ukrainian title: Фама про велесопедистів). Knyhy-XXI, Czernowitz (2017)
- Muahrem Bazdulj, Konzert. Czernowitz 2018 (ukrainische Übersetzung)
- Faruk Šehić, Buch über die Una. Lwiw, Astroljabija, 2022.

## Digitale Bibliothek
- Notaufnahme, ULB Tirol